# Paperpile
Paperpileは、ウェブベースの商用の引用管理ソフトウェアであり、Google DocsとGoogle Scholarとの統合に力を入れている。
Paperpileの一部は、Google ChromeおよびMozilla Firefoxブラウザー拡張として実装されている。
2012年に誕生し、Paperpile LLCによって作られている。

## 機能
Paperpileは、出版社のウェブサイトと、PubMedやGoogle Scholar、Google Books、arXivなどのデータベースからデータを取り込むことができる。
Paperpileは、Google Dlriveアカウントに出版物のPDFファイルを出し入れすることができる。
Paperpileは、引用と書誌情報をGoogle Docsで整形でき、
学術論文を協同して書くことを可能にする。
Paperpileは、BibTeX形式とRIS形式でインポートとエクスポートすることができ、MendeleyやZotero、Papersから移行することができる。

## 技術
Paperpileは、Google Chromeブラウザー拡張とウェブサービスの組み合わせであり、
WindowsとLinux、macOS、ChromeOSの各プラットフォームで利用できる。
PaperpileはHTML5とJavaScriptに、jQueryやExt JSなどのライブラリーを組み合わせて作られている。
Paperpileは、Chromeウェブストアで入手可能である。アップデートはGoogle Chromeにより自動的に管理される。